# Józef i cudowny płaszcz snów w technikolorze
Józef i cudowny płaszcz snów w technikolorze (ang. Joseph and the Amazing Technicolor Dreamcoat) – musical z tekstami Tima Rice’a i muzyką Andrew Lloyda Webbera. Historia oparta jest na życiorysie Józefa opisanym w Księdze Rodzaju. Jest to drugi w kolejności (po The Likes of Us) musical Webbera i Rice’a, lecz pierwszy który został publicznie wykonany.
Joseph został po raz pierwszy zaprezentowany jako piętnastominutowa kantata w Colet Court School w Londynie w 1968 r., a następnie został w rozszerzonej formie zarejestrowany przez Decca Records w 1969 r. Po sukcesie kolejnego dzieła Webbera i Rice’a (Jesus Christ Superstar), Joseph wzbudził zainteresowanie i był od 1970 roku wystawiany w USA przez amatorskie zespoły, pierwsze amerykańskie wydanie albumu miało miejsce w 1971 roku. Musical miał swoją profesjonalną premierę na Edinburgh International Festival w 1972 roku. Wciąż modyfikowany i rozbudowywany został wystawiony na West Endzie w 1973 roku. Premiera na Broadwayu miała miejsce w 1982 roku. W 1999 roku powstała adaptacja filmowa z Donny Osmondem w roli tytułowej.

## Produkcja

### Powstanie dzieła
Andrew Lloyd Webber już jako nastolatek skomponował z Timem Rice’em w 1965 r. swój pierwszy musical -The Likes of Us. Dzieło debiutantów nie uzyskało zainteresowania, dopiero czterdzieści lat później doczekało się swojej premiery scenicznej.
Niemniej w 1967 roku Alan Doggett (przyjaciel rodziny Lloyda Webbera), będący nauczycielem muzyki i pomagający przy The Likes of Us, zlecił Lloydowi Webberowi i Rice’owi napisanie utworu dla chóru szkolnego Doggett poprosił o „kantatę popową”, opartą na Starym Testamencie wypłacając zaliczkę 100 gwinei.

### Wczesne produkcje
Utwór został po raz pierwszy zaprezentowany jako piętnastominutowa kantata w Colet Court School w Londynie 1 marca 1968 r. Ojciec kompozytora, William Lloyd Webber, zorganizował drugi występ w kościele Westminster Central Hall (w którym był organistą) w rozszerzonym formacie dwudziestominutowym w maju 1968 roku. Jednym z widzów tego przedstawienia był Derek Jewell, krytyk muzyczny Sunday Times który napisał entuzjastyczną recenzję nazywając go popowym oratorium i chwaląc jego innowacyjność i entuzjazm. W trzecim wykonaniu w listopadzie 1968 w katedrze św. Pawła musical został wydłużony do 35 minut.
Decca Records, zarejestrowała musical z katedry św. Pawła i opublikowała nagranie w 1969 r., David Daltrey, frontman zespołu Tales of Justine, odtwarzał rolę Józefa oraz grał na gitarze elektrycznej, autor libretta Tim Rice odtwarzał rolę Faraona, ojciec kompozytora grał na organach Hammonda, wystąpił również chór Colet Court School. Reedycja tego została wydana w USA przez Scepter Records w 1971 roku.
Lloyd Webber i Rice wykorzystali popularność swojego kolejnego musicalu, rockowej opery Jesus Christ Superstar, aby promować Josepha za oceanem (był reklamowany w Ameryce jako „kontynuacja” Superstar). Pierwsza amerykańska produkcja Josepha była amatorską produkcją sceniczną w maju 1970 roku w Cathedral College of the Immaculate Conception w Douglaston, Queens, Nowy Jork.

### Wersje profesjonalne

#### Wielka Brytania
Dnia 25 sierpnia 1972 Joseph został zaprezentowany na festiwalu w Edynburgu przez Young Vic Theatre Company w reżyserii Franka Dunlopa. W rolach głównych wystąpili: Gary Bond w roli tytułowej, Peter Reeves jako narrator i Gordon Waller jako Faraon. W październiku spektakl wystawiono w teatrze Young Vic, a w listopadzie w Roundhouse. Przedstawienie z Vic zostało wydane na płycie w wytwórni RSO w 1972 roku. Ta produkcja Josepha, wciąż w wersji trzydziestopięciominutowej była wyemitowana w Wielkiej Brytanii przez Granada Television w 1972 roku.
W lutym 1973 r. Producent teatralny Michael White i impresario Robert Stigwood zamontowali kolejną rozszerzoną wersję produkcji Young Vic w Albery Theatre na West Endzie, gdzie zrealizowano 243 przedstawienia. Kolejna produkcja tego spektaklu w nowoczesnej miała miejsce w Haymarket Theatre w Leicester, który prezentował musical w latach 1974–1978.
Z Jasonem Donovanem jako Józefem i poszerzoną wersją (obowiązującą do dziś) musical został wystawiony w 1991 roku w londyńskim Palladium. Album z obsadą tej produkcji dotarł na pierwsze miejsce brytyjskiej listy we wrześniu 1991 roku, a singiel Any Dream Will Do z tego albumu był również pierwszym singlem w Wielkiej Brytanii przez dwa tygodnie w okresie od czerwca do lipca 1991 roku.
Produkcja z udziałem Stephena Gately’ego zaprezentowana w Oxfordzie w grudniu 2002 r. przeniosła się do Liverpoolu w Boże Narodzenie 2002 r. i dotarła na West End do New London Theatre w marcu 2003 r.
Wznowienie w 2007 roku w teatrze Adelphi poprzedził telewizyjny talent show Any Dream Will Do w BBC One, będący castingiem na rolę tytułową – głównym jurorem był Lloyd Webber. Widzowie zagłosowali na Lee Meada. Nowa produkcja Josepha, miała premierę 6 lipca 2007 r., z Preeya Kalidas jako Narratorem.
Wielomiesięczne tournée po Wielkiej Brytanii rozpoczęło się w lipcu 2010 roku z Keithem Jackiem jako Józefem i Jennifer Potts jako narratorem. W kolejnej produkcji objazdowej w 2016 roku wystąpili Joe McElderry jako Joseph i Lucy Kay jako Narrator. Trasa rozpoczęła się ponownie w lutym 2019 roku, w której główną rolę zagrał Jaymi Hensley, a Trina Hill wcieliła się w postać Narratora.
W listopadzie 2018 r. Joseph wrócił do londyńskiego Palladium na ograniczoną ilość przedstawień z okazji 50 rocznicy musicalu. Tytułową rolę zagrał absolwent szkoły teatralnej Jac Yarrow, Sheridan Smith grała rolę Narratora, Jason Donovan – Faraona. Produkcja trwała od 11 lipca do 8 września.

#### USA
W 1974 roku Joseph został wystawiony w Playhouse in the Park w Filadelfii. W produkcji, która miała premierę 30 grudnia 1976 roku w nowojorskim Brooklyn Academy of Music w obsadzie wystąpił David-James Carroll jako Józef i Cleavon Little jako Narrator. W 1979 roku Joseph zadebiutował w Connecticut w Downtown Cabaret Theatre przed przeprowadzką do Nowego Jorku.
Joseph trafił na Off-Broadway do Entermedia Theatre i był wystawiany od 18 listopada 1981 do 24 stycznia 1982 r. W obsadzie wystąpili Bill Hutton jako Joseph, Laurie Beechman jako Narrator i Tom Carder jako Faraon. Produkcja została przeniesiona na Broadway do Royale Theatre 27 stycznia 1982 r. Do 4 września 1983 r. odbyły się 747 przedstawienia Produkcja ta została nagrana przez wytwórnię Chrysalis i jako pierwsza zawiera Prologue (zatytułowany na płycie You are what you feel). Spektakl otrzymał kilka nominacji do nagrody Tony, w tym za najlepszy musical i najlepszą oryginalną ścieżkę dźwiękową. David Cassidy przejął rolę Józefa w marcu 1983, potem występował w obsadzie koncertowej w latach 1983–1984.
Musical został wznowiony w USA w 1993 roku w Pantages Theatre w Los Angeles (przez 18 tygodni) oraz w San Francisco w Golden Gate Theatre (przez 8 tygodni), przed przeprowadzką na Broadway do teatru Minskoff 10 listopada 1993 r. Do 29 maja 1994 odbyło się 231 przedstawień. W obsadzie wystąpili Michael Damian (Józef), Kelli Rabke (Narrator) i Robert Torti (Faraon). Kolejna amerykańska trasa koncertowa rozpoczęła się we wrześniu 2005 r. w Milwaukee, Wisconsin, z udziałem Patricka Cassidy’ego. Nowa trasa koncertowa w Ameryce Północnej rozpoczęła się 4 marca 2014 roku w Cleveland w stanie Ohio z udziałem Diany DeGarmo jako Narratora i Ace Young jako Józefa.
17 lutego 2020 r. W David Center Geffen Hall w Nowym Jorku w Lincoln Center odbyła się 50. rocznica amerykańskiej produkcji Josepha. W jednorazowej produkcji tytułową rolę zagrał Noah Galvin z Jessicą Vosk w roli Narratora i Merle Dandridge jako Faraon.

#### Polska
Polska premiera miała miejsce w 1996 roku w Teatrze Powszechnym im. Jana Kochanowskiego w Radomiu w reżyserii Wojciecha Kępczyńskiego. Rolę Józefa zagrał Jan Bzdawka, a Faraona Dariusz Kordek.

#### Inne kraje
Już od 1974 roku Józefa wystawiano w Irlandii. Tytułową rolę zagrał Tony Kenny Przedstawienie wystawiano na kilku scenach, zaczynając od Olympia Theatre w Dublinie, przechodząc do Limerick, a następnie Gaiety Theatre w Dublinie W czerwcu 1992 musical wystawiono Toronto w teatrze Elgin z Donnym Osmondem jako Józefem. Duża australijska produkcja oparta na brytyjskiej wersji z 1991 roku miała premierę 31 grudnia 1992 roku w State Theatre w Melbourne. W roli głównej występował David Dixon jako Józef i Tina Arena jako Narrator. Musical następnie przeniesiono do Brisbane i Sydney (występy do 1993 roku).

## Postaci
- Narrator: Postać niezwiązana z czasem ani miejscem akcji. Narrator prowadzi publiczność przez historię Józefa i jego braci. We wczesnych produkcjach postać odtwarzana przez mężczyznę, w późniejszych produkcjach bywa to kobieta.
- Józef: Jedenasty syn Jakuba. Ulubieniec ojca, wykazuje talent do interpretowania snów i mówienia o przyszłości. Sprzedany do Egiptu, późniejszy doradca faraona.
- Jakub: Ojciec dwunastu synów, ulubionym jest Józef. Aktor grający rolę czasem odtwarza również Potifara.
- Ismaelici: Ludzie pustyni, kupują Józefa jako niewolnika, zabierają go do Egiptu i sprzedają go Potifarowi.
- Potifar: Potężny i bogaty Egipcjanin, kupuje Józefa. Podejrzewa go o romans z żoną wtrącając do więzienia. Aktor czasem odtwarza również Jakuba.
- Pani Potifar: Próbuje uwieść Józefa, ale bezskutecznie. Aktorka gra także jedną z żon braci Józefa.
- Piekarz: Jeden ze sług faraona, przebywa w więzieniu z Józefem, aktor gra zwykle także jednego z braci Józefa.
- Podczaszy: Kolejny ze sług faraona, w więzieniu z Józefem, aktor gra zwykle także jednego z braci Józefa.
- Faraon: najpotężniejszy człowiek w Egipcie, uważany za boga na ziemi. W większości produkcji faraon jest przedstawiany jako parodia Elvisa Presleya, aktor gra czasem także jednego z braci Józefa.
- Jedenastu braci Józefa: Chociaż zwykle działają w grupie, każdy z nich ma swoją własną osobowość, talenty i wady. Aktorzy zwykle odtwarzają również role Egipcjan oraz sług Potifara
  - Reuben: Najstarszy syn Jakuba. Lider utworu One More Angel in Heaven
  - Symeon: Drugi syn Jakuba. Lider utworu Those Canaan Days
  - Levi: Trzeci syn Jakuba.
  - Juda: Czwarty syn Jakuba. Przewodzi w utworze w Benjamin Calypso
  - Dan: Piąty syn Jakuba.
  - Naftali: szósty syn Jakuba.
  - Gad: Siódmy syn Jakuba.
  - Asher: Ósmy syn Jakuba.
  - Issachar: Dziewiąty syn Jakuba.
  - Zebulun: dziesiąty syn Jakuba.
  - Benjamin: najmłodszy syn Jakuba. Józef oskarża go o kradzież złotego kielicha.
- Żony Jakuba. Aktorki grają także Egipcjanki i służki Potifara
- Chór dorosłych
- Chór dziecięcy

## Odtwórcy ról
| Postać       | West End (1973)     | Broadway (1982–83) | Film (1999)          | Radom (1996)          |
| ------------ | ------------------- | ------------------ | -------------------- | --------------------- |
| Józef        | Gary Bond           | Bill Hutton        | Donny Osmond         | Jan Bzdawka           |
| Narrator     | Peter Reeves        | Laurie Beechman    | Maria Friedman       | Adriana Gostkowska    |
| Jakub        | Henry Woolf         | Gordon Stanley     | Richard Attenborough | Marek Rajski          |
| Potifar      | Gavin Reed          | David Ardao        | Ian McNeice          | Dariusz Kowalski      |
| Pani Potifar | Joan Heal           | Randon Lo          | Joan Collins         | Agnieszka Oksanowicz  |
| Faraon       | Gordon Waller       | Tom Carder         | Robert Torti         | Dariusz Kordek        |
| Piekarz      | Riggs O’Hara        | Barry Tarallo      | Christopher Biggins  | Piotr Słota-Grabowski |
| Podczaszy    | Andrew Robertson    | Kenneth Bryan      | Alex Jennings        | Grzegorz Pierczyński  |
| Ruben        | Paul Brooke         | Robb Hyman         | Nicholas Colicos     | Robert Łuchniak       |
| Symeon       | Riggs O’Hara        | Kenneth Bryan      | Jeff Blumenkrantz    | Grzegorz Pierczyński  |
| Lewi         | Mason Taylor        | Steve McNaughton   | Robert Torti         | Adam Biernat          |
| Neftali      | Richard Kane        | Charlie Serrano    | Shaun Henson         | Sasza Janowicz        |
| Issachar     | Gavin Reed          | Peter Kapetan      | Patrick Clancy       | Jacek Bołądź          |
| Asser        | Gordon Waller       | David Asher        | Martin Callaghan     | Piotr Słota-Grabowski |
| Dan          | Ian Trigger         | James Rich         | Sebastian Torkia     | Marcin Brykczyński    |
| Zabulon      | David Wynn          | Doug Voet          | Michael Small        | Dariusz Kowalski      |
| Gad          | Ian Charleson       | Barry Tarallo      | Peter Challis        | Igor Kryszyłowicz     |
| Juda         | Andrew Robertson    | Stephen Hope       | Gerry McIntyre       | Tadeusz Woszczyński   |
| Beniamin     | Jeremy James-Taylor | Philip Carrubba    | Nick Holmes          | Maciej Starnawski     |

## Streszczenie fabuły
Musical jest oparty na historii Józefa z biblijnej Księgi Rodzaju.

### Akt I
Narrator przedstawia Józefa (Prologue), który śpiewa swoje credo (Any Dream Will Do). Narrator następnie opisuje rodzinę Józefa, ojca Jakuba i jego 12 synów (Jacob and Sons). Jakub faworyzuje Józefa, obdarowuje go wielobarwnym płaszczem, bracia są zazdrośni (Joseph’s Coat).
Zazdrość braci potęgują sny Józefa sugerujące, że jego przeznaczeniem jest panowanie nad nimi (Joseph’s Dreams). Aby temu zapobiec próbują go zabić, lecz zmieniają zdanie i sprzedają go jako niewolnika przechodzącym Ismaelitom (Poor, Poor Joseph). Aby ukryć ten fakt, bracia Józefa i ich żony informują Jakuba, że jego ukochany syn został zabity przez kozę – jako dowód pokazując zakrwawiony płaszcz (One More Angel in Heaven). Kiedy załamany Jakub wychodzi, bracia i żony z radością świętują zniknięcie Józefa (Hoedown).
Józef zostaje wywieziony do Egiptu (Journey to Egypt). Zostaje kupiony przez bogatego urzędnika Potifara. Ciężko pracując zostaje zarządcą majątku właściciela, przyciąga jednak uwagę pani Potifar. Ponieważ odrzuca jej awanse, żona Potifara doprowadza do dwuznacznej sytuacji. Urzędnik wtrąca wiarołomnego (w swoim mniemaniu) sługę do więzienia (Potiphar).
Osadzony Józef powierza stoicko swój los Bogu (Close Every Door). Interpretuje sny współwięźniów, byłych sług Faraona, Podczaszemu wróży powrót do łask władcy, Piekarzowi przepowiada śmierć (Go, Go, Go Joseph).

### Akt II
Narrator wprowadza do opowieści postać Faraona – męczą go sny, których nikt nie potrafi zinterpretować (Pharaoh Story). Uwolniony wcześniej Podczaszy opowiada władcy o umiejętnościach Józefa w odczytywaniu snów (Poor, Poor Pharaoh). Faraon uwalnia Józefa i opisuje swój sen (o siedmiu grubych i siedmiu chudych krowach oraz siedmiu zdrowych i siedmiu zgniłych kłosach kukurydzy) (Song of the King). Józef interpretuje, że nastąpi siedem obfitych lat zbiorów, po których nastąpi siedem lat głodu (Pharaoh’s Dream Explained). Pod wrażeniem przepowiedni faraon powierza Józefowi przygotowania zapasów czyniąc byłego niewolnika swoją prawą ręką (Stone the Crows).
Rodzina Józefa głoduje, bracia żałują tego, co mu zrobili (Those Canaan Days). Dowiadując się o dobrobycie w Egipcie wyruszają w podróż aby prosić o zapasy (The Brothers Come to Egypt). Stają przed Józefem, nie rozpoznając go w bogatych szatach (Grovel, Grovel). Józef daje jedzenie, ale ukradkiem wkłada złoty kielich do worka należącego do Benjamina, najmłodszego brata. Kiedy bracia odchodzą, Józef zatrzymuje ich, oskarżając o kradzież. Każdy brat opróżnia swój worek (Who’s the Thief?). Gdy puchar zostaje znaleziony w worku Benjamina, Józef oskarża go o kradzież. Pozostali bracia błagają Józefa, by ocalił Benjamina – po kolei oferując siebie w niewolę w zamian za najmłodszego brata (Benjamin Calypso).
Józef widzi, że jego bracia się zmienili. Ujawnia swą prawdziwą tożsamość (Joseph All the Time). Józef posyła po swojego ojca (Jacob in Egypt), który przywozi przechowywany przez lata kolorowy płaszcz (Any Dream Will Do (Reprise)/Give Me My Colored Coat). Spektakl kończy często składanka piosenek z serialu. (Megamix)

## Lista utworów
Tytuły polskie pisane kursywą pochodzą z polskiej inscenizacji w Radomiu z 1996 (tłumaczenie Klaudyny Rozhin).
| Akt I - Prologue (Prolog) – Narrator, Dzieci - Any Dream Will Do – Józef, Dzieci - Jacob and Sons (Jakub i synowie) – Narrator, Bracia, Żony, Dzieci - Joseph’s Coat (Płaszcz Józefa) – Józef, Narrator, Jakub, Bracia, Żony, Dzieci - Joseph’s Dreams (Sen Józefa) – Józef, Tancerka, Narrator, Bracia, Ansambl Żeński, Dzieci - Poor, Poor Joseph (Józef sprzedany przez Braci) – Narrator, Bracia, Ansambl Żeński, Dzieci - One More Angel in Heaven (Czy jesteś w niebie Aniołkiem?) – Ruben, Jakub, Żona Rubena, Bracia - Potiphar (Potifar) – Narrator, Potifar, Żona Potifara, Ansambl Żeński, Ansambl Męski, Dzieci - Close Every Door (Choćbyś powiedział, że) – Józef, Narrator, Ansambl Żeński, Ansambl Męski, Dzieci - Go, Go, Go Joseph (Niedługo już) – Józef, Narrator, Piekarz, Podczaszy, Ansambl Męski, Ansambl Żeński, Dzieci | Akt II - Pharaoh’s Story (Wszechmocny Władca) – Narrator, Ansambl Męski, Ansambl Żeński, Dzieci - Poor, Poor Pharaoh (Dziwny sen Faraona) – Józef, Narrator, Faraon, Podczaszy, Ansambl Męski, Ansambl Żeński - Song of the King (Song Faraona) – Faraon, Ansambl Męski, Ansambl Żeński, Dzieci - Pharaoh’s Dream Explained (Józef tłumaczy sny Faraona) – Józef, Ansambl Męski, Ansambl Żeński, Dzieci - Stone the Crows (Józef rządcą Egiptu) – Narrator, Faraon, Dzieci, Józef, Zespół (część żeńska) - King of My Heart – Faraon - Those Canaan Days (Szczęśliwe dni) – Symeon, Jakub, Bracia - The Brothers Come To Egypt/Grovel, Grovel (Spotkanie Józefa z Braćmi) – Józef, Narrator, Bracia, Ansambl Żeński, Dzieci - Who’s the Thief? (Czy to On?) – Józef, Narrator, Bracia, Ansambl Żeński, Dzieci - Beniamin Calypso (Benjamin Calypso) – Józef, Narrator, Bracia, Ansambl Żeński, Dzieci - Joseph All the Time (Pojednanie) – Józef, Narrator, Bracia, Ansambl Żeński, Dzieci - Jacob in Egypt (Jakub przybywa do Egiptu) – Narrator, Ansambl Żeński, Bracia, Dzieci - Any Dream Will Do (Niech się przyśni sen) – Józef, Narrator, Ansambl Żeński, Bracia, Dzieci - Close Every Door (Reprise) – Józef, Dzieci - Mega Mix (Joseph Megamix) – Wszyscy |

Prologue został po raz pierwszy włączony do produkcji na Broadwayu w 1982 roku; włączenie Any Dream Will Do na początku programu nastąpiło we wznowieniu w 1991 roku.

### Styl muzyczny
Styl muzyczny większości utworów jest pastiszem:
- Joseph’s Dreams jest utrzymany w stylistyce jazzu
- One More Angel in Heaven jest utworem stylizowanym na country
- Potiphar jest utworem w stylu charlestona
- Go, Go, Go Joseph nawiązuje do popularnego w latach sześćdziesiątych XX wieku stylu go-go
- Song of the King jest parodią rock and rollową w stylu Elvisa, odtwórca roli naśladuje jego manierę wokalną
- Those Canaan Days to parodia francuskich ballad z tekstem upstrzonym francuskimi słowami[47]
- Benjamin Calypso bezpośrednio nawiązuje do calypso

## Rejestracja musicalu

### Muzyczna
- Joseph and the Amazing Technicolor Dreamcoat (1969) W obsadzie David Daltrey i The Mixed Bag[48]
- Joseph and the Amazing Technicolor Dreamcoat: Original London Cast (1972) Peter Reeves’ Gary Bond[49].
- Joseph and the Amazing Technicolor Dreamcoat (1974) Gary Bond, Peter Reeves[50]
- Joseph and the Amazing Technicolor Dreamcoat: Original Broadway Cast (1982) Laurie Beechman, Bill Hutton & Gordon Stanley[51].
- Andrew Lloyd Webber’s New Production of Joseph and the Amazing Technicolor Dreamcoat (1991) Jason Donovan, Linzi Hateley, David Easter[52].
- Andrew Lloyd Webber’s New Production of Joseph and the Amazing Technicolor Dreamcoat: Original Canadian Cast Recording (1992) Donny Osmond, Janet Metz, Johnny Seaton[53].
- Andrew Lloyd Webber’s New Production of Joseph and the Amazing Technicolor Dreamcoat: U.S. Cast (1993) Michael Damian, Kelli Rabke, Clifford David i Robert Torti[54].
- Joseph and the Amazing Technicolor Dreamcoat: Original Soundtrack Album (1999), Donny Osmond, Maria Friedman, Robert Torti i Richard Attenborough[55].
- Joseph and the Amazing Technicolor Dreamcoat (2005) US Tour Cast Recording Patrick Cassidy i Amy Adams.
- Joseph and the Amazing Technicolor Dreamcoat (2009) UK Tour Cast Recording Craig Chalmers, Abigail Jaye, Henry Metcalfe i Simon Bowman.

### Filmowa
W 1999 r. Webber wyprodukował adaptację filmową w reżyserii Davida Malleta na podstawie produkcji Stevena Pimlotta z londyńskiego Palladium. W rolach głównych wystąpili:
- Donny Osmond w tytułowej
- Maria Friedman jako Narrator,
- Richard Attenborough jako Jakub,
- Ian McNeice jako Potifar,
- Joan Collins jako Pani Potifar
- Robert Torti jako faraon[56].